# Häns'che Weiss
Häns’che Weiss (Berlijn, 1951 – 2 juni 2016) was een Duitse jazzgitarist, componist en vertolker van zigeunerjazz in de traditie van Django Reinhardt.
Weiss leerde de basisbeginselen van het gitaarspel in zijn familie. In december 1969 nam Schnuckenack Reinhardt hem op in zijn kwintet. Drie jaar later, in september 1972, richtte hij het Häns’che Weiss kwintet op, dat voortkwam uit het (oude) Schnuckenack Reinhardt Kwintet. De leden waren:
- Häns'che Weiss (sologitaar)
- Titi Winterstein (1956–2008, viool)
- Holzmanno Winterstein (tot 1976), resp. Lulu Reinhardt (ritmegitaar)
- Ziroli Winterstein (1954–2007, ritmegitaar)
- Hojok Merstein (bas)

In 1978 kreeg het ensemble de Deutscher Schallplattenpreis voor zijn vierde album 5 Jahre Musik Deutscher Zigeuner. Dit album bevat de eerste politieke titel van een Sinto-muzikant, Lass Maro Tschatschepen (Laat ons ons recht opeisen). Het lied gaat over de Porajmos ('holocaust' van de Roma en Sinti) in het Romani. Het gevolg was een woede-uitbarsting onder zijn volk, omdat men niet wilde dat de taal bekend werd bij de 'burgers'. Veel jonge Duitsers hoorden pas over de vernietiging van de zigeuners door deze plaat.
Weiss hief daarna de formatie, die aan de sound van het Quintette du Hot Club de France schatplichtig was, op om vanaf 1981 nieuwe muzikale wegen te bewandelen en zijn repertoire met moderne jazz en bossanova uit te breiden. De plaats van Winterstein werd in zijn kwartet c.q. trio (van 1984 tot 1994) ingenomen door zijn neef Martin Weiss. Later speelde Häns’che Weiss met bassist Vali Mayer in een duo, dat ook wel met pianist Micky Bamberger tot een trio werd uitgebreid.

## Discografie (selectie)
- Musik Deutscher Zigeuner - Häns’che Weiss Quintett, Vol. 5 (Da Camera Song, LP, Erstauflage März 1973, opgenomen op 26-28 september 1972)
- Musik Deutscher Zigeuner - Häns’che Weiss Quintett, Vol. 6 (Da Camera Song, LP, Erstauflage Mai 1974, opgenomen op 29-31 oktober 1973)
- Häns’che Weiss Quintett: Dja Maro Drom (Electrola, LP, eerste oplage september 1974, opgenomen op 1-5 juli 1974)
- Das Häns’che Weiss Quintett: Das Häns´che Weiss Quintett (Songbird 1975, opgenomen op 24-29 september 1975)
- Häns’che Weiss Quintett: Fünf Jahre Musik Deutscher Zigeuner (Intercord 1977, opgenomen op 24 februari - 1 maart 1977, met Oscar Klein en Silvano Lagrène)
- Häns’che Weiss: Couleurs (CC-Records 1981, opgenomen in januari 1981, met Martin Weiss, Romani Weiss, Hans Hartmann, Dieter Goal, Albert Mair, Trilok Gurtu en Walter Buri)
- Häns’che Weiss Ensemble: Zugaben… (eigen uitgave, opgenomen in 1985)
- Häns’che Weiss Ensemble: Erinnerungen (Elite Special, 1988)
- Häns’che Weiss Ensemble: Vis à Vis (Elite Special, 1991)
- Häns’che Weiss: Special at Lloyd´s (Lloyd Eigenproduktion, opgenomen in oktober 1995)
- Häns’che Weiss, Vali Mayer: The Duo live in concert. (Salko Productions, 1996)